# Rudolf Schadow
Karl Zeno Rudolf (Ridolfo) Schadow (Roma, 9 luglio 1786 – Roma, 31 gennaio 1822) è stato uno scultore tedesco.

## Biografia
Schadow apparteneva a una famiglia di artisti: suo padre era il celebre scultore Johann Gottfried Schadow, mentre i suoi fratelli Friedrich Wilhelm Schadow e Felix Schadow si sarebbero rivelati abili pittori e tra i protagonisti del romanticismo pittorico in Germania; Rudolf era nato durante un soggiorno a Roma del padre e della sua prima moglie, la viennese Anne Augustine Devildels, la quale morì di parto nel 1788 dando alla luce il fratello Friedrich Wilhelm (Felix sarebbe stato generato dal padre con la seconda moglie); probabilmente a causa di questo incidente che tolse a Rudolf la madre, egli provò sempre una accanita antipatia per i fratelli minori, e mentre essi diressero la loro attività in Germania, Rudolf si rivolse all'estero.
Decise di continuare sulle orme del padre come scultore e, dopo aver studiato all'Accademia delle Belle Arti di Berlino, nel 1812 si trasferì a Parigi, dove si mise in contatto con il celebre scultore danese Bertel Thorvaldsen, uno dei maggiori esponenti del neoclassicismo nella scultura, che divenne il suo principale maestro e amico, introducendolo in una grande cerchia di giovanissimi compagni, tra i quali Eduard Schmidt von der Launitz, Hermann Ernst Freund e l'inglese John Gibson, coi quali si trasferì nella natale Roma, presso Antonio Canova, nella cui casa Schadow cominciò l'opera di scultore.
Nel 1814 si convertì al cattolicesimo sotto l'influsso di un suo compatriota e amico, Rauch, con il quale tornò per breve tempo in Germania come professore a Düsseldorf, tornando nel 1818 a Roma; le sue maggiori opere, in marmo, ebbero come spunto non tanto i miti classici che appassionavano il Thorvaldsen, ma spesso nude e composte figure femminili, che rivelano in Schadow una grandissima bravura di scultore, ma nella loro rigidità anche la mentalità fredda e matematica del loro autore. Tra le sue maggiori opere, Die Spinnerin (1816), Die Sandalabinderin (1817), Mädchen mit der Taube (1820); esse sono conservate nelle pinacoteche di Colonia, Monaco di Baviera e Berlino; per Die Sandalabinderin pare che Schadow si fosse ispirato alla sua giovanissima moglie, Fredericka Rauch (1802-1818) (figlia di Christian Daniel Rauch), che all'epoca aveva poco più di tredici anni e la cui prematura scomparsa rattristò molto Schadow. L'artista morì a soli 36 anni ed è sepolto nella Basilica di Sant'Andrea delle Fratte.